# Associação Israelense de Voleibol
A Associação Israelense de Voleibol  (em hebraico:Igud HaKadur'af BeIsrael IVA) é  uma organização fundada em 1953 que governa a pratica de voleibol de Israel, sendo membro da Federação Internacional de Voleibol e da Confederação Européia de Voleibol, a entidade é responsável por organizar  os campeonatos nacionais de  voleibol masculino e feminino no território..